# Rubus grantii
Rubus grantii är en rosväxtart som beskrevs av Alexander Gilli. Rubus grantii ingår i släktet rubusar, och familjen rosväxter. Inga underarter finns listade i Catalogue of Life.